# Southsea
Southsea är en stadsdel i Portsmouth. . Den ligger i grevskapet Hampshire och riksdelen England, i den södra delen av Storbritannien, 100 km sydväst om huvudstaden London. Southsea ligger 6 meter över havet och antalet invånare är 18 514.
Southsea var tidigare en civil parish (fram 1999), men den avvecklades 23 april 2010.